# Cours des Maréchaux
Cours des Maréchaux je ulice v Paříži. Nachází se ve 12. obvodu v Bois de Vincennes.

## Poloha
Ulice je orientována z jihu na sever. Vede od křižovatky s Avenue des Minimes a končí na hranici s městem Vincennes, odkud směrem na sever pokračuje ulice Cours Marigny.

## Historie
Ulice byla vytvořena proražením vojenské pevnosti, čímž došlo k oddělení zámku Vincennes a Fort de Vincennes. Byla zprovozněna 19. června 1931.

## Významné stavby
- Zámek Vincennes
- Fort de Vincennes